# Вьюнок полевой
Вьюно́к полево́й (лат. Convōlvulus arvēnsis) — вид многолетнего травянистого растения семейства Вьюнковые (Convolvulaceae) с вьющимся стеблем и ползучим ветвящимся корневищем.
На окультуренных территориях является обычным сорняком.

## Ботаническое описание

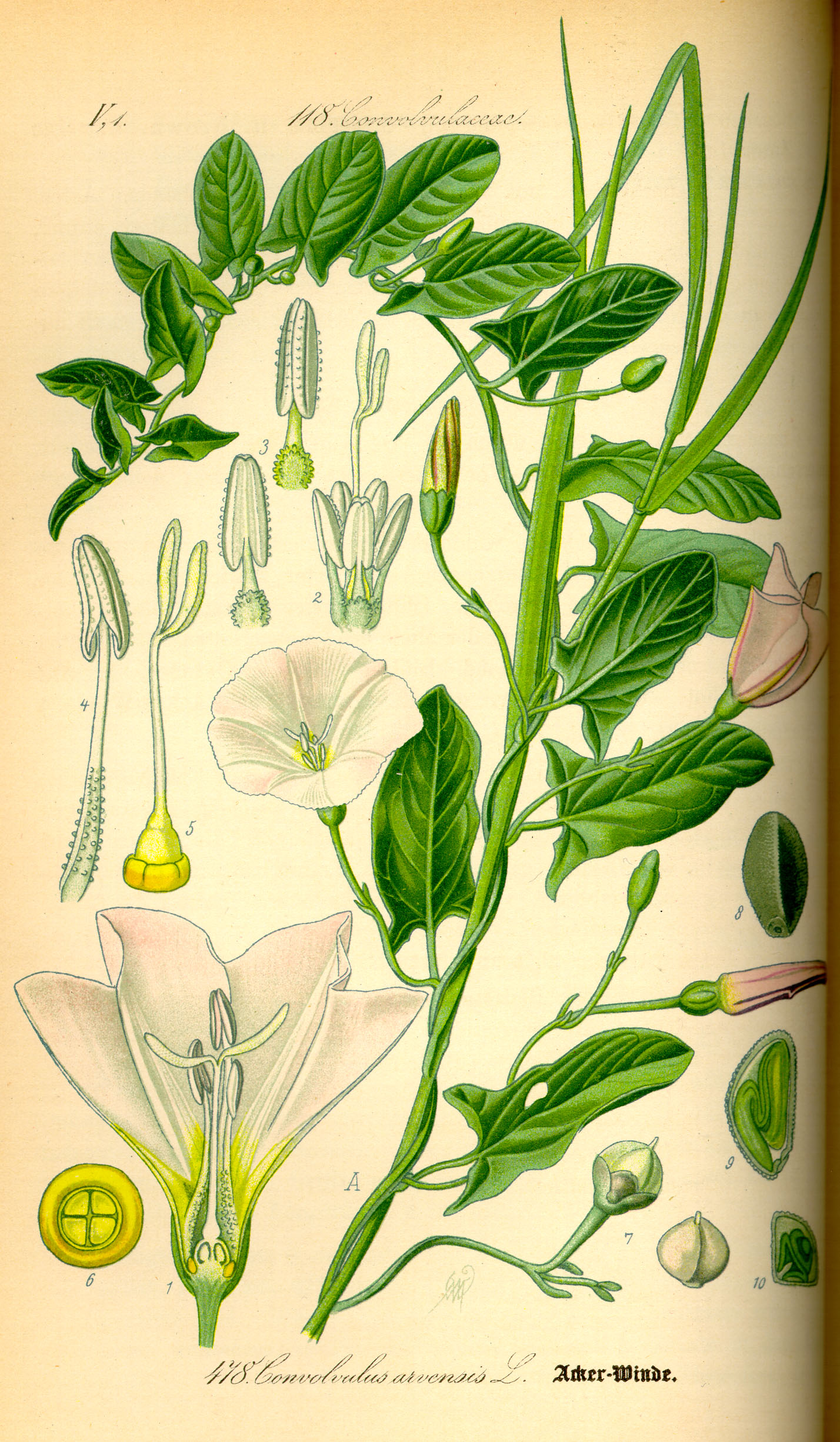

Голый, тонкий, вьющийся стебель в сечении гранёный, может достигать в длину более 1 м.
Листья снизу голые, узкие, копьевидные, у черешка имеют две острые лопасти, размещаются на стебле по спирали.
Цветки правильные воронковидные диаметром около 2 см, обоеполые, обычно с белым или розовым венчиком, разделённым на сегменты пятью радиальными полосами более тёмного цвета.
Плод — двухгнёздная, четырёхстворчатая коробочка.
Формула цветка: {\displaystyle \ast K_{(5)}\;C_{(5)}\;A_{5}\;G_{({\underline {2}})}}

## Распространение
Широко распространён по европейской части России, на Кавказе, в Западной и Восточной Сибири, на Дальнем Востоке и в Средней Азии.
Сухие луга, поляны; сорное в посевах, на мусорных местах

Стебель, листья
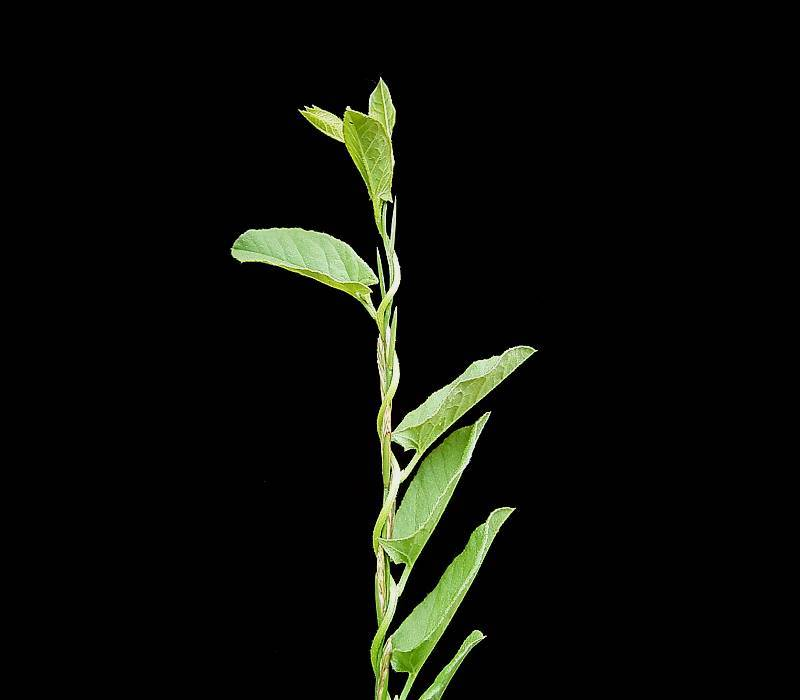
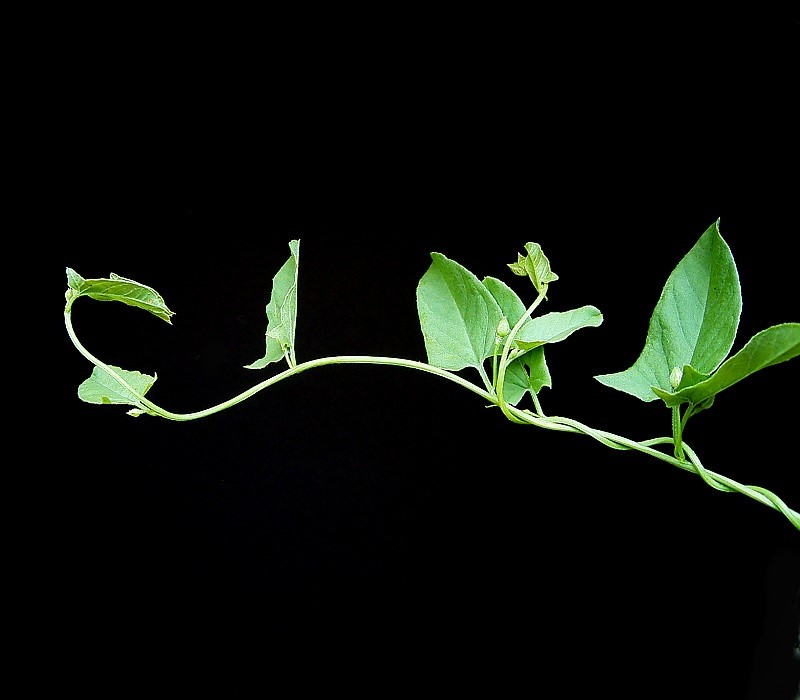
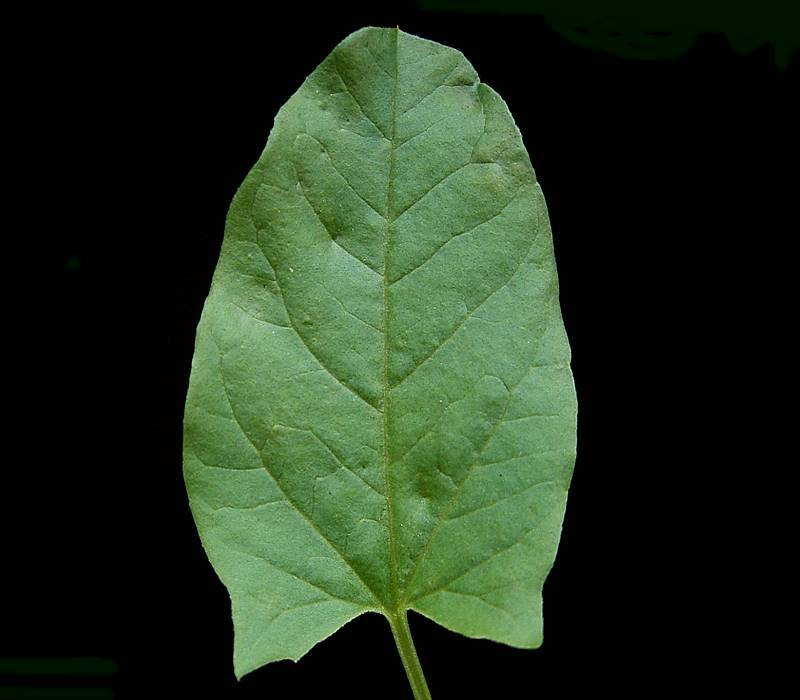

Цветок
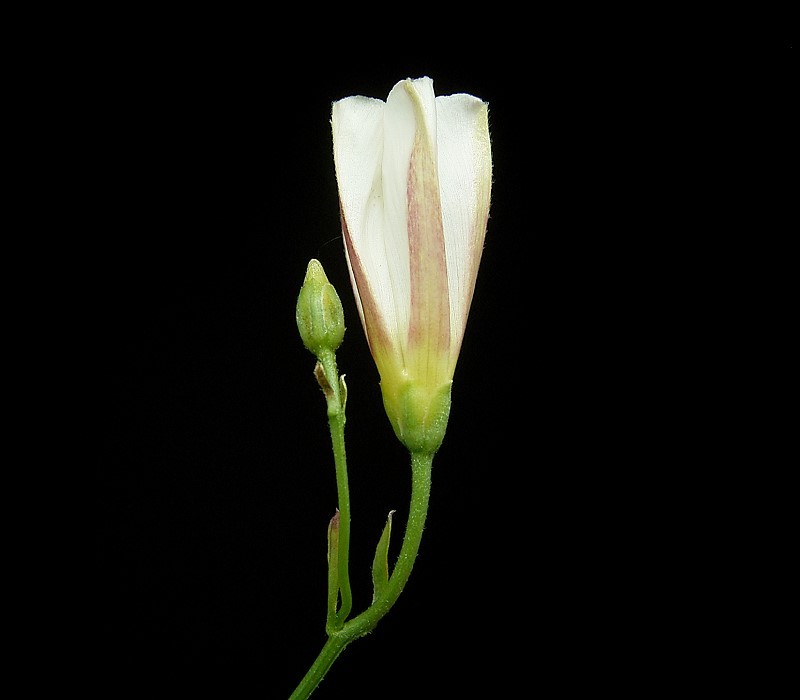
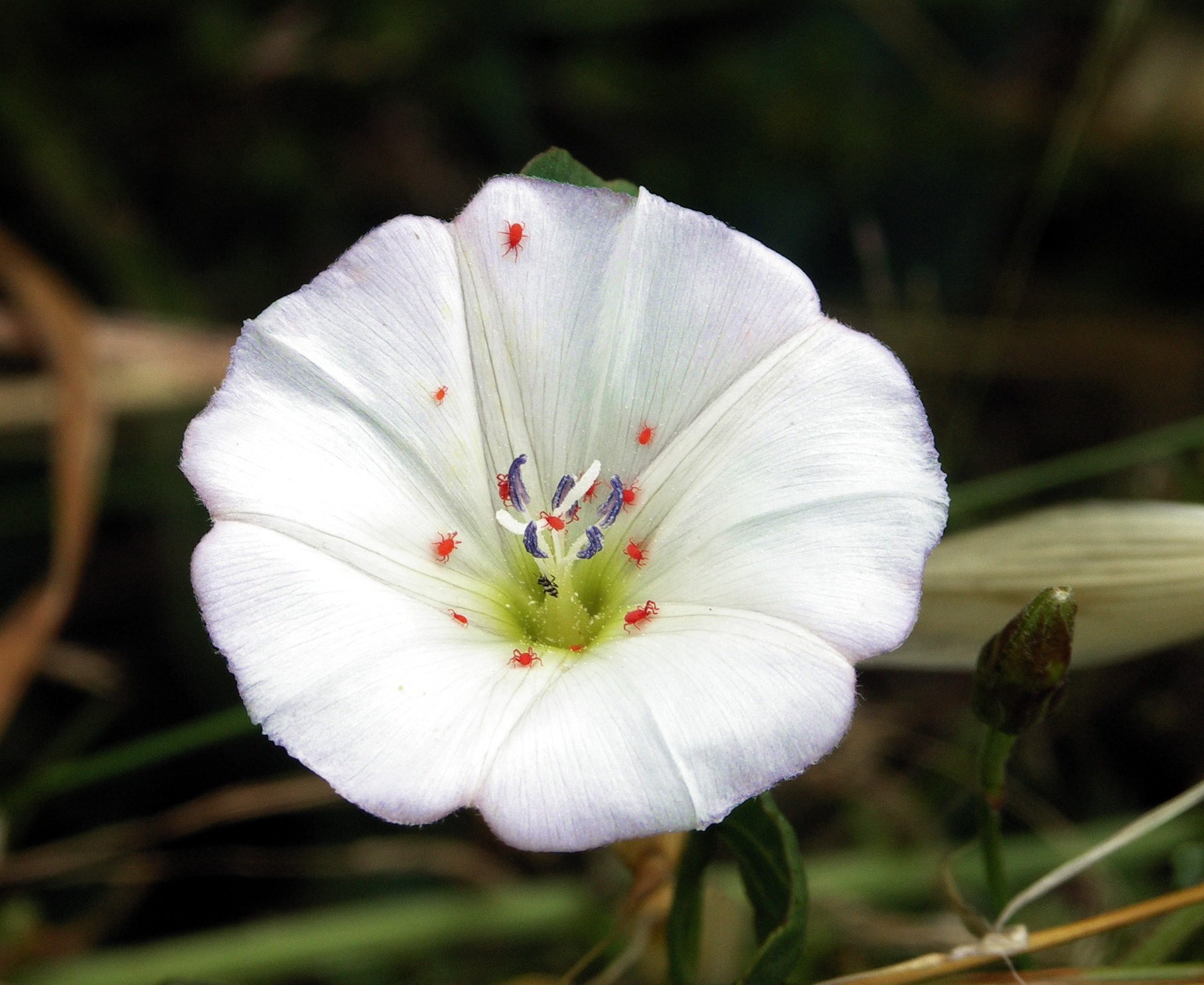
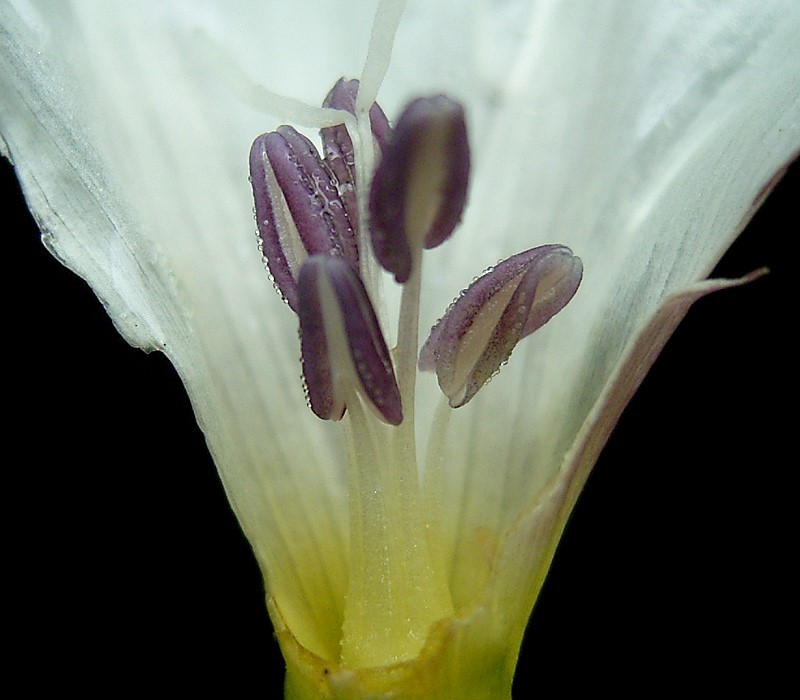
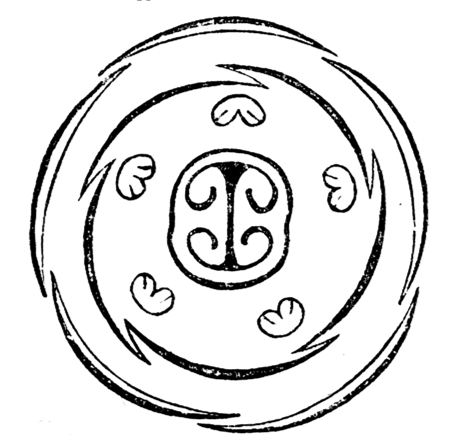
Диаграмма цветка
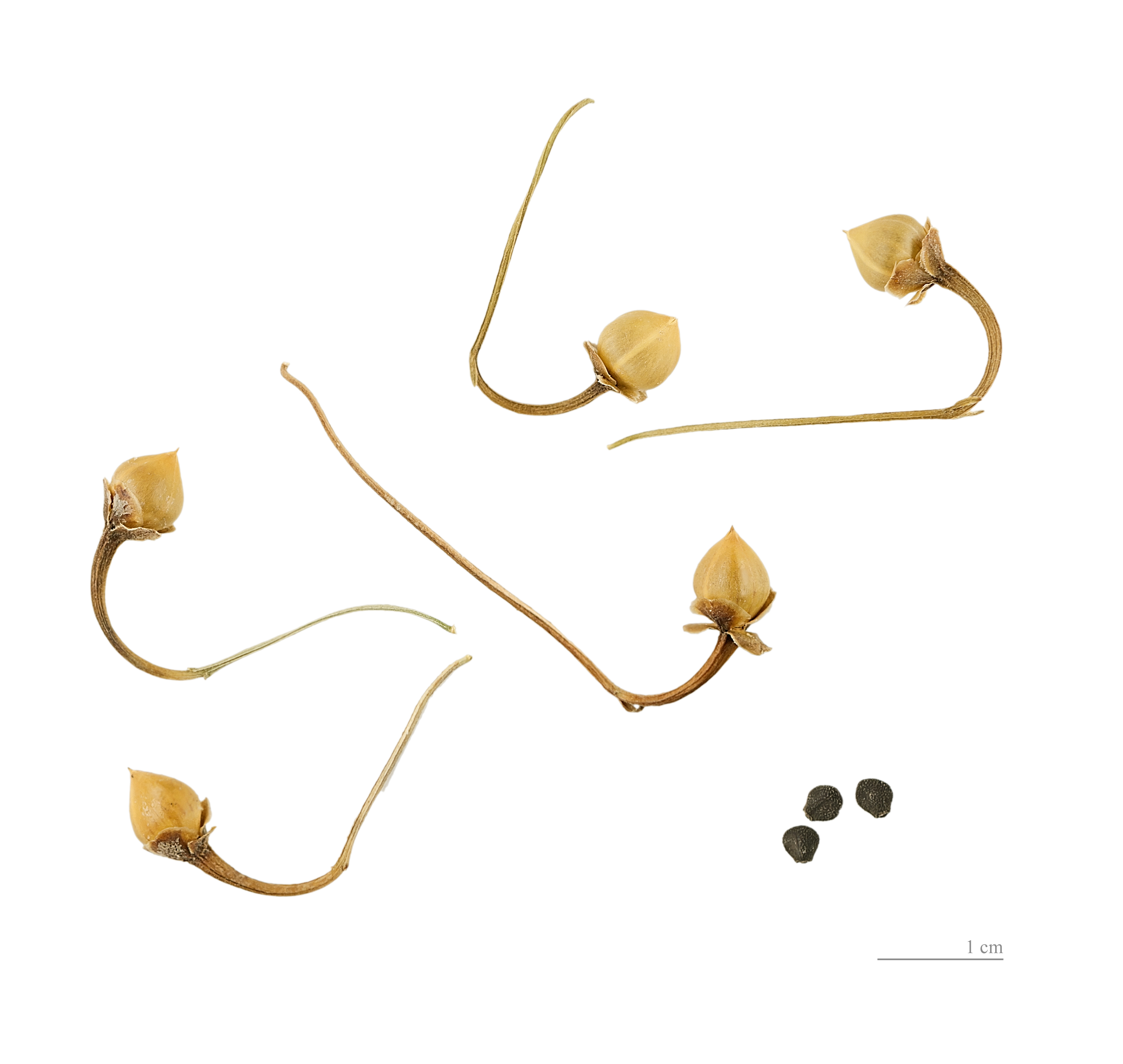
Семена

## Значение и применение
Применяется в народной медицине. Содержит психотропные алкалоиды, а в листьях присутствуют сердечные гликозиды.
В составе сена растение пригодно для кормления скота. Свиньи хорошо на пастбище поедают корневище.
Поедание надземных частей вьюнка полевого вызывает диарею. Особенно опасны корни. Наиболее подвержены заболеванию лошади. Содержит ядовитое смолистое вещество конвольвулин.
Второстепенный медонос. Цветки растения содержат нектар и пыльцу, которые привлекают диких пчёл, жуков и бабочек, например, бабочку бражник вьюнковый (Agrius convolvuli). 100 цветков выделяют около 100 мг пыльцы.

## Вьюнок в культурах народов мира
- В собрании сказок братьев Гримм есть легенда «Стаканчики Богоматери», в которой повествуется, как извозчик напоил утомлённую Богоматерь вином из цветка вьюнка, поскольку не имел стаканчика. С тех пор будто бы эти цветы так и прозвали — «стаканчики Богоматери».
- В химический состав растения входят психоактивные алкалоиды, поэтому в Средние века вьюнок применялся для изготовления колдовской мази.

## Классификация

### Таксономия
Convolvulus arvensis L., 1753, Sp. Pl. : 153
Вид Вьюнок полевой относится к роду Вьюнок (Convolvulus) семейства Вьюнковые (Convolvulaceae) порядка Паслёноцветные (Solanales). Кладограмма в соответствии с Системой APG IV по состоянию на декабрь 2023 года:
|  |                                      |  |                                   |                                   |                     |  | ещё 4 семейства | ещё 4 семейства |                |  |  |  | еще 207 подтвержденных видов и 197 видов, ожидающих подтверждения |
|  |                                      |  |                                   |                                   |                     |  | ещё 4 семейства | ещё 4 семейства |                |  |  |  | еще 207 подтвержденных видов и 197 видов, ожидающих подтверждения |
|  |                                      |  |                                   | порядок Паслёноцветные            |                     |  |                 |                 | род Вьюнок     |  |  |  |                                                                   |
|  |                                      |  |                                   | порядок Паслёноцветные            |                     |  |                 |                 | род Вьюнок     |  |  |  |                                                                   |
|  | отдел Цветковые, или Покрытосеменные |  |                                   |                                   | семейство Вьюнковые |  |                 |                 | Вьюнок полевой |  |  |  |                                                                   |
|  | отдел Цветковые, или Покрытосеменные |  |                                   |                                   | семейство Вьюнковые |  |                 |                 |                |  |  |  |                                                                   |
|  |                                      |  | ещё 63 порядка цветковых растений | ещё 63 порядка цветковых растений |                     |  |                 | еще 58 родов    | еще 58 родов   |  |  |  |                                                                   |
|  |                                      |  |                                   | ещё 63 порядка цветковых растений |                     |  |                 |                 | еще 58 родов   |  |  |  |                                                                   |

### Синонимы
- Convolvulus ambigens House
- Convolvulus arvensis f. arvensis
- Convolvulus arvensis f. decarrhabdotus P.D.Sell
- Convolvulus arvensis f. decemvulnerus P.D.Sell
- Convolvulus arvensis f. notatus P.D.Sell
- Convolvulus arvensis f. pallidinotatus P.D.Sell
- Convolvulus arvensis f. pallidiroseus P.D.Sell
- Convolvulus arvensis f. pentarrhabdotus P.D.Sell
- Convolvulus arvensis f. pentastictus P.D.Sell
- Convolvulus arvensis f. perroseus P.D.Sell
- Convolvulus arvensis f. quinquevulnerus P.D.Sell
- Convolvulus arvensis subsp. crispatus Franco
- Convolvulus arvensis var. angustatus Ledeb.
- Convolvulus arvensis var. crassifolius Choisy
- Convolvulus arvensis var. hastulatus Meisn.
- Convolvulus arvensis var. linearifolius Choisy
- Convolvulus arvensis var. parvifolius Choisy
- Convolvulus arvensis var. sagittatus Ledeb.
- Convolvulus arvensis var. sagittifolius Turcz.
- Convolvulus arvensis var. villosus Choisy
- Convolvulus auriculatus Desr.
- Convolvulus cherleri Agardh ex Roem. & Schult.
- Convolvulus cirrhosus R.Br.
- Convolvulus corsicus Roem. & Schult.
- Convolvulus europaeus Barb.-Gamp.
- Convolvulus hastifolius Poir.
- Convolvulus incanus var. glabratus Farw.
- Convolvulus mahur Buch.-Ham. ex Wall.
- Convolvulus minor Gilib.
- Convolvulus quinquelobus Lindem.
- Convolvulus segobricencis Pau
- Pantocsekia illyrica Griseb.
- Strophocaulos arvensis Small